# Eimmart (Mondkrater)
Eimmart ist ein Einschlagkrater auf der nordöstlichen Mondvorderseite, zwischen dem Rand des Mare Crisium und dem Mare Anguis.
Der Kraterrand ist mäßig erodiert, das Innere ist bis auf Rutschungen vor allem im Süden weitgehend eben.
| Buchstabe | Position           | Durchmesser | Link |
| --------- | ------------------ | ----------- | ---- |
| A         | 24,08° N, 65,64° O | 7 km        |      |
| B         | 21,32° N, 66,7° O  | 12 km       |      |
| C         | 22,38° N, 61,23° O | 23 km       |      |
| D         | 22,96° N, 69,06° O | 12 km       |      |
| F         | 23,27° N, 62,1° O  | 8 km        |      |
| G         | 25,49° N, 64,81° O | 14 km       |      |
| H         | 22,07° N, 64,28° O | 17 km       |      |
| K         | 20,09° N, 67,87° O | 14 km       |      |

Der Krater wurde 1935 von der IAU nach dem deutschen Astronomen Georg Christoph Eimmart offiziell benannt.